# Радзинявичюс, Томас
Томас Радзинявичюс (лит. Tomas Radzinevičius; 5 июня 1981, Мариямполе, Литовская ССР) — литовский футболист, нападающий. Выступал за сборную Литвы.

## Биография

### Клубная карьера
Начинал карьеру в клубе «Судува», с которым проделал путь из третьей в высшую лигу Литвы. Уже выступая в высшей лиге, в 2002 году Радзинявичюс был признан лучшим игроком сезона, а в 2005 году занял второе место в списке бомбардиров, забив за год 25 мячей. После окончания сезона в Литве, Радзинявичюс подписал контракт с чешским клубом «Слован» Либерец, где за полгода сыграл 4 матча и стал чемпионом Чехии. Затем некоторое время игрок выступал в аренде в клубах чемпионата Чехии «Кладно» и «Динамо» (Ческе-Будеёвице), а позже вернулся в «Слован», где провёл ещё полтора сезона. Летом 2009 года подписал контракт с польским клубом «Одра», в составе которого сыграл 14 матчей и забил 2 гола в чемпионате Польши, однако уже через полгода отправился обратно в Чехию и несколько лет выступал за клубы второй лиги. В 2013 году Раздинявичюс вернулся в «Судуву», будучи игроком которой, стал лучшим бомбардиром чемпионата Литвы 2015 и во второй раз за карьеру получил приз лучшему игроку сезона. В 2017 выступал на Мальте за местный клуб «Валлетта».

### Карьера в сборной
Дебютировал за сборную Литвы 12 февраля 2003 года в товарищеском матче со сборной Латвии, в котором вышел на замену на 77-й минуте вместо Артураса Фоменко. Всего в составе сборной Литвы Радзинявичюс провёл 21 матч и забил единственный гол — 15 ноября 2006 года в товарищеской встрече со сборной Мальты.

## Достижения

### Командные достижения
«Слован» Либерец
- Чемпион Чехии: 2005/06

### Личные достижения
- Лучший бомбардир чемпионата Литвы: 2015 (28 голов)
- Лучший футболист литовской лиги: 2002, 2015